# Espèce sauvage apparentée à une plante cultivée
Pour les articles homonymes, voir CWR.

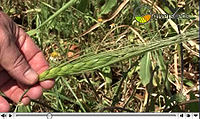
L'amidonnier sauvage (Triticum dicoccoides), parent sauvage du blé cultivé (Triticum sp.), se rencontre dans le nord d'Israël.

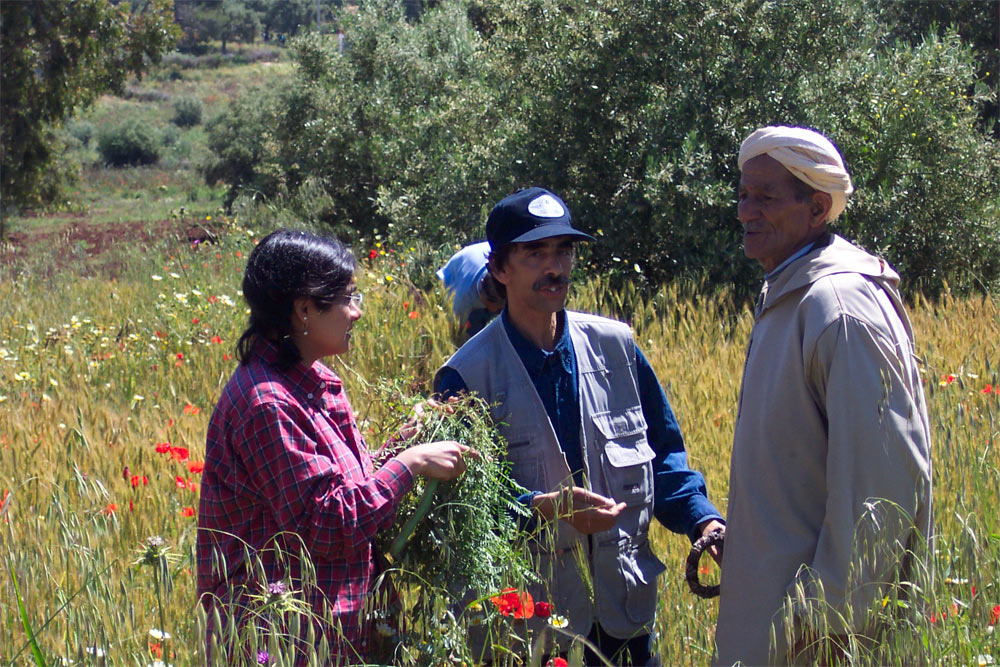
Deux conservateurs recueillant auprès d'un agriculteur près de Fès (Maroc) le savoir indigène sur les pratiques culturales qui favorisent les populations de parents sauvages des plantes cultivées.

Une espèce sauvage apparentée à une plante cultivée (ESAPC) ou parent sauvage (en anglais, crop wild relative ou CWR) est une espèce ou variété de plantes sauvages étroitement apparentées à une plante domestiquée, dont les origines géographiques peuvent être attribuées à des régions connues sous le nom de centres de diversité, définis par le botaniste russe, Nikolaï Vavilov. Il peut s'agir d'un ancêtre sauvage de la plante domestiquée ou d'un autre taxon étroitement apparenté.

## Vue d'ensemble

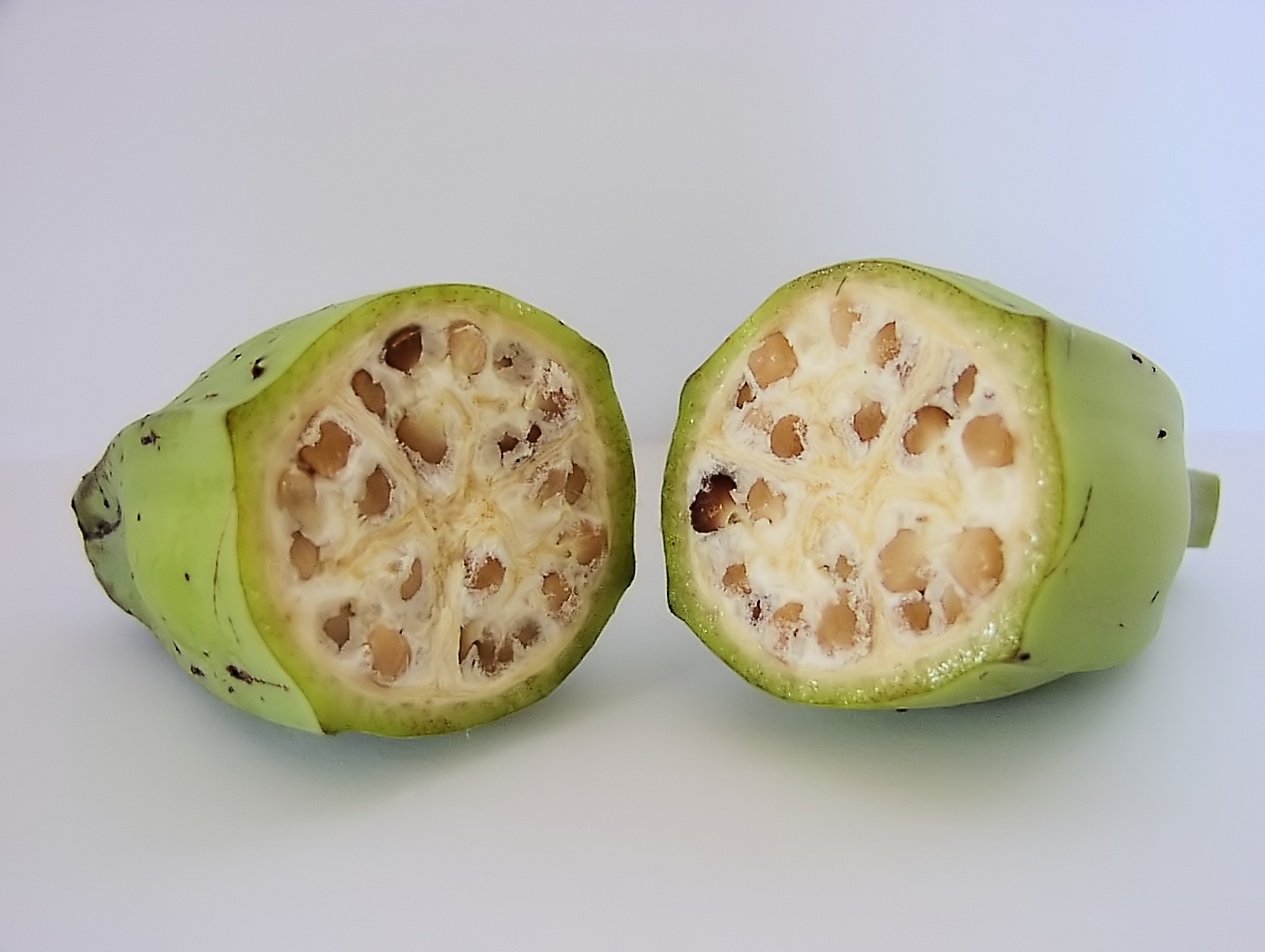
Le parent sauvage de la banane présente des graines grandes et résistantes, très différentes de celle des bananes qui sont exploitées commercialement.

Les espèces sauvages apparentées aux plantes cultivées constituent une ressource de plus en plus importante pour améliorer la production agricole et maintenir des agroécosystèmes durables,,.
Avec l'avènement du changement climatique et une plus grande instabilité des écosystèmes, les ESAPC  sont susceptibles de s'avérer une ressource essentielle pour assurer la sécurité alimentaire du nouveau millénaire. C'est Nikolaï Vavilov, le botaniste russe, qui a compris le premier l'importance des parents sauvages des plantes cultivées au début du XXe siècle.
Le matériel génétique des ESAPC a été utilisé par l'homme pendant des milliers d'années pour améliorer la qualité et le rendement des plantes cultivées. Les agriculteurs utilisent des méthodes de sélection traditionnelles depuis des millénaires, le maïs sauvage (Zea mexicana) est couramment cultivé aux côtés du maïs pour favoriser les croisements naturels et améliorer les rendements. Plus récemment, les sélectionneurs ont utilisé les gènes de parents sauvages pour améliorer diverses plantes cultivées comme le riz (Oryza sativa), la tomate (Solanum lycopersicum) et les légumineuses à graines.
Les ESAPC ont fourni de nombreux gènes utiles aux plantes cultivées, et les variétés modernes de la plupart des principales plantes cultivées contiennent maintenant des gènes de leurs parents sauvages. Par conséquent, les ESAPC  sont des plantes sauvages apparentées à des espèces importantes sur le plan socioéconomique, notamment les cultures vivrières, les plantes fourragères, les plantes médicinales, les condiments, les plantes ornementales et les essences forestières, ainsi que les plantes utilisées à des fins industrielles, pour la production d'huile et de fibres notamment, auxquelles elles peuvent apporter des traits bénéfiques.

## Définition
Pour établir le degré de parenté avec les plantes cultivées, une méthode qui pourrait être appliquée est celle du concept de « pool génique » de Harlan et de Wet (1971), subdivisé en trois groupes : le pool génique « primaire » pour les parents les plus proches, le pool génique « secondaire » pour les parents plus éloignés et le pool génique « tertiaire » pour ceux qui sont très éloignés. 
Cependant, pour la majorité des complexes d'espèces cultivées, en particulier ceux des régions tropicales, ce concept n'est pas utilisable, les informations disponibles étant insuffisantes.
Maxted et al. (2006) ont donc proposé une autre solution en s'appuyant sur la hiérarchie taxinomique existante. Les parents sauvages sont classés dans des groupes de taxons ainsi définis par rapport à la plante cultivée :
- 1a : la plante cultivée elle-même,
- 1b : même espèce,
- 2 : même série ou section,
- 3 : même sous-genre
- 4 : même genre,
- 5 : même tribu, mais genre différent.

Ce système de classement suppose que la classification existante du genre contienne une structure infra-générique.
Dans ces conditions une « espèce sauvage apparentée à une plante cultivée » peut être définie comme « un taxon végétal sauvage qui a une utilité indirecte dérivée de sa relation génétique relativement étroite, c'est-à-dire appartenant soit aux pools géniques primaire ou secondaire, soit aux groupes de taxons 1 à 4, avec une plante cultivée. ».

## Conservation des espèces sauvages apparentées

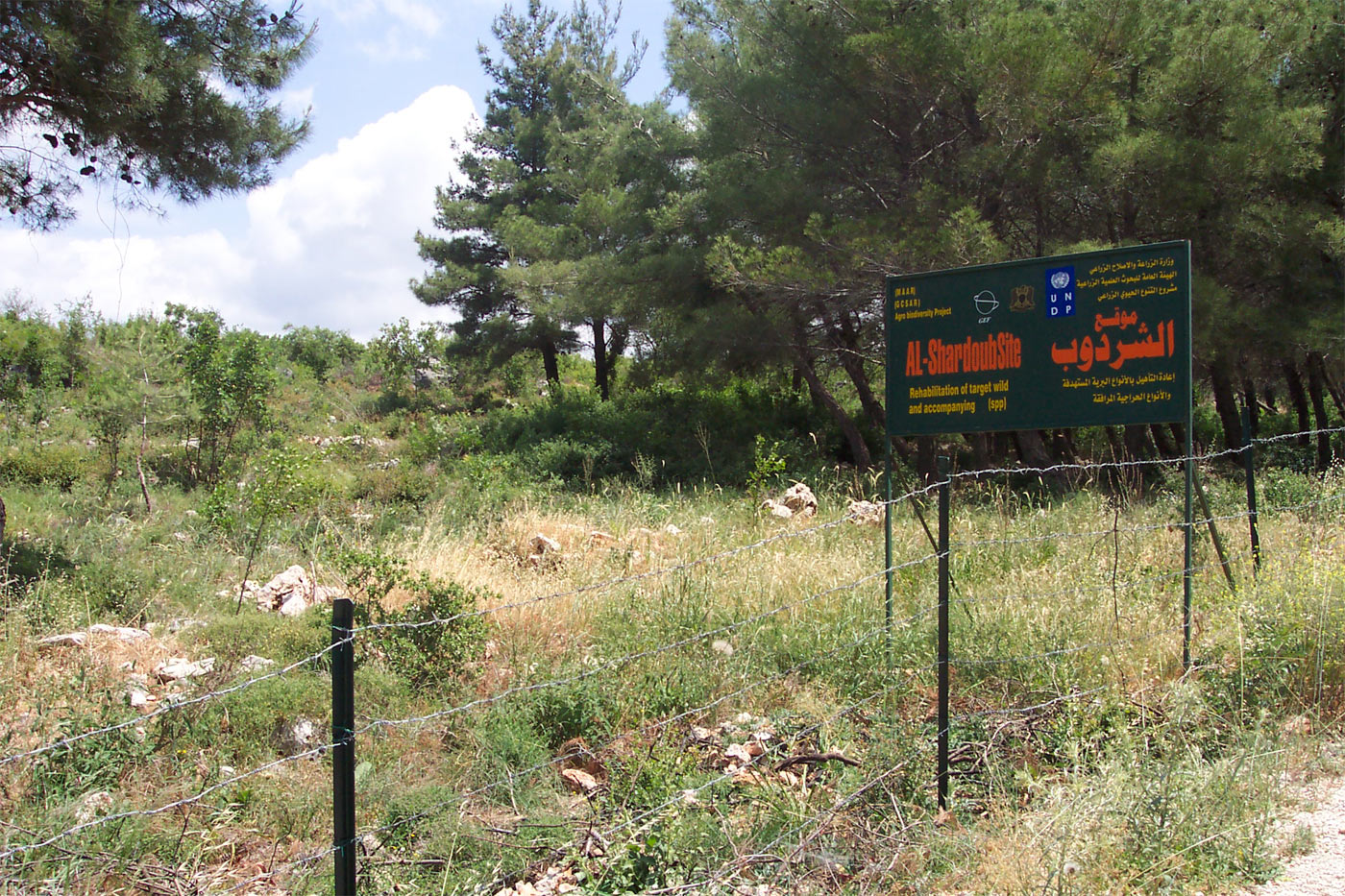
Exemple d'une des premières réserves génétiques établies pour conserver les ESAPC près de Kalakh al Hosn (Syrie).

Les ESAPC sont des composants essentiels des écosystèmes naturels et agricoles et sont donc indispensables au maintien de la santé des écosystèmes. Leur conservation et leur utilisation durable sont très importantes pour améliorer la production agricole, augmenter la sécurité alimentaire et maintenir un environnement sain,

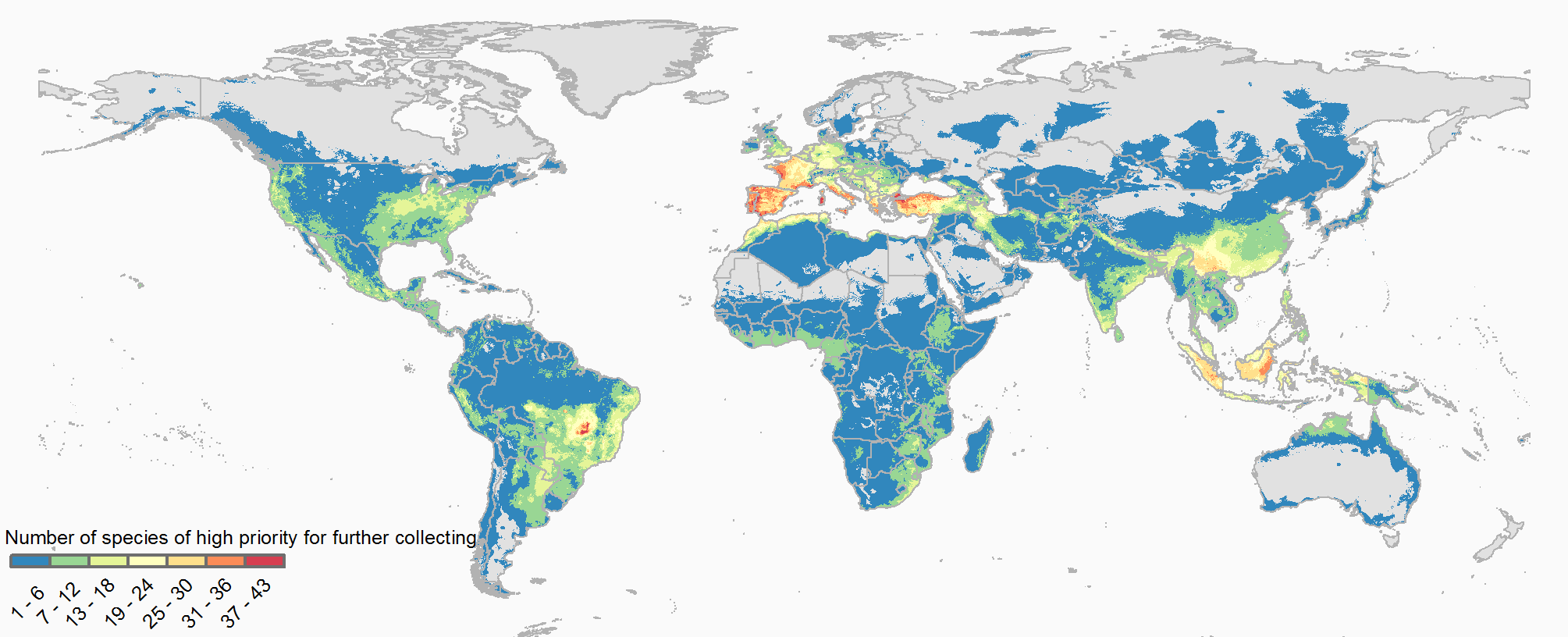
Concentrations géographiques de la distribution des parents sauvages non représentés dans les banques de gènes.

Les populations naturelles de nombreuses ESAPC sont de plus en plus menacées. Elles sont menacés par la perte d'habitat, par la destruction et la dégradation de l'environnement naturel ou par leur conversion à d'autres usages. La déforestation entraîne la perte de nombreuses populations de parents sauvages importants d'arbres fruitiers et de plantes industrielles. Les populations sauvages apparentées aux plantes céréalières qui se trouvent dans les zones arides ou semi-arides sont sévèrement réduites par le surpâturage et la désertification qui en résulte. L'industrialisation croissante de l'agriculture réduit considérablement la présence des ESAPC dans les agroécosystèmes traditionnels. La conservation et l'utilisation judicieuses des ESAPC sont des éléments essentiels pour renforcer la sécurité alimentaire, éliminer la pauvreté et préserver l'environnement.
Les stratégies de conservation des ESAPC prennent souvent en compte à la fois la conservation « in situ » et la conservation « ex situ ».
Ce sont des approches complémentaires de la conservation des ESAPC, car chacune a ses avantages et ses inconvénients. Par exemple, si la conservation « ex situ » protège les ESAPC (ou plus exactement leurs gènes) contre les menaces dans la nature, elle peut limiter leur évolution et leur adaptation aux nouveaux défis environnementaux..
En 2016, 29 % des espèces de plantes sauvages apparentées étaient complètement absentes des banques de gènes dans le monde, et 24 % étaient représentées par moins de 10 échantillons. Plus de 70 % de toutes les espèces sauvages apparentées dans le monde présentaient un besoin urgent de collecte supplémentaire pour améliorer leur représentation dans les banques de gènes, et plus de 95 % étaient insuffisamment représentées en termes de variation géographique et écologique. Alors que les priorités les plus importantes pour la collecte se trouvent dans le bassin méditerranéen et au Proche-Orient, en Europe occidentale et méridionale, en Asie du Sud-Est et en Amérique du Sud, les parents sauvages insuffisamment représentés dans les banques de gènes sont distribués dans presque tous les pays du monde,,.
En France et dans de nombreux pays, des réseaux de ressource génétique sont organisés selon la Convention sur la diversité biologique afin d'essayer de conserver au mieux et de manière équitable les principales espèces de plantes utilisées par l'homme dans les différents pays. En 2017, le Traité international sur les ressources phytogénétiques pour l'alimentation et l'agriculture (TIRPAA) a été complété pour améliorer les échanges et l'utilisation durable des ressources phytogénétiques.

## Exemples de parents sauvages

### Céréales
- Avoine (Avena sativa) – Avena byzantina
- Quinoa (Chenopodium quinoa) – Chenopodium berlandieri
- Éleusine (Eleusine coracana) – Eleusine africana
- Orge (Hordeum vulgare) – Hordeum arizonicum
- Riz (Oryza sativa) – Oryza rufipogon
- Riz africain (Oryza glaberrima) – Oryza barthii
- Mil (Pennisetum glaucum) – Pennisetum purpureum
- Seigle (Secale cereale subsp. cereale) – Secale cereale subsp. dighoricum
- Sorgho (Sorghum bicolor) – Sorghum halepense
- Millet commun (Panicum miliaceum) – Panicum fauriei
- Blé dur (Triticum turgidum subsp. durum) - amidonnier sauvage (Triticum dicoccoides)
- Blé tendre (Triticum aestivum) – Engrain (Triticum monococcum)
- Maïs (Zea mays subsp. mays) – Zea (Zea diploperennis)

### Légumes
Nota : De nombreux légumes différents partagent un ancêtre commun, en particulier dans le genre Brassica. De nombreux légumes sont aussi des hybrides d'espèces différentes, ce qui est aussi particulièrement vrai pour le genre Brassica..
- Ail cultivé (Allium sativum var. sativum) – Allium atroviolaceum
- Asperge (Asparagus officinalis) – Asparagus dauricus
- Aubergine (Solanum melongena) – (Solanum incanum)
- Betterave potagère (Beta vulgaris subsp. vulgaris) – Beta vulgaris subsp. maritima
- Carotte (Daucus carota) – Daucus gracilis
- Chou (Brassica oleracea var. capitata) - Brassica elongata
- Concombre (Cucumis sativus) – Cucumis hystrix
- Courge (Cucurbita pepo subsp. pepo) – Cucurbita okeechobeensis
- Épinard (Spinacea oleracea) – Spinacia turkestanica
- Laitue (Lactuca sativa) – Laitue scariole (Lactuca serriola)
- Moutarde brune (Brassica juncea subsp. juncea) – Brassica carinata
- Moutarde noire (Brassica nigra) – Moutarde des champs (Sinapis arvensis)
- Navet (Brassica rapa subsp. rapa) – Brassica rapa
- Oignon (Allium cepa var. cepa) – Allium galanthum
- Piment (Capsicum annuum) – Capsicum baccatum
- Poireau (Allium ampeloprasum) – Ciboule (Allium fistulosum)
- Potiron (Cucurbita maxima subsp. maxima) – Cucurbita ecuadorensis
- Tomate (Solanum lycopersicum) – Solanum chilense

### Plantes fruitières
- Abricotier (Prunus armeniaca) – Prunus brigantina
- Amandier (Prunus dulcis) – Prunier japonais (Prunus salicina)
- Ananas (Ananas comosus) – Ananas bracteatus
- Arbre à pain (Artocarpus altilis) – Jacquier (Artocarpus heterphyllus)
- Avocatier (Persea americana) – Persea schiedeana
- Bananier – Musa acuminata et Musa balbisiana
- Cacaoyer (Theobroma cacao) – Theobroma angustifolium
- Cerisier (Prunus avium) – Prunus mahaleb
- Citronnier (Citrus limon) – Citrus indica
- Fraisier (Fragaria × ananassa)
- Manguier (Mangifera indica) – Mangifera altissima
- Oranger (Citrus sinensis) – Limettier (Citrus aurantiifolia)
- Pamplemoussier (Citrus paradisi) – Citrus medica
- Papayer (Carica papaya) – Jarilla chocola
- Pastèque (Citrullus lanatus var. lanatus) – Coloquinte (Citrullus colocynthis)
- Pêcher (Prunus persica var. persica) – Prunus tomentosa
- Poirier (Pyrus communis) – Pyrus pyraster et Pyrus caucasica
- Pommier (Malus domestica) – principalement Malus sieversii, mais certains cultivars appartiennet à Malus sylvestris ou sont des hybrides des deux.
- Prunier (Prunus domesticus subsp. domestica)- Prunus spinosa et Prunus cerasifera
- Vigne (Vitis vinifera) – Vigne sauvage (Vitis sylvestris). Des hybrides existent aussi incluant d'autres espèces de Vitis.

### Plantes oléagineuses
- Arachide (Arachis hypogaea subsp. hypogaea) – Arachis duranensis
- Carthame des teinturiers (Carthamus tinctorius) – Carthamus creticus
- Colza (Brassica napus) – Brassica rapa, Brassica oleracea
- Soja (Glycine max) – Glycine clandestina
- Tournesol (Helianthus annuus) – Helianthus exilis

### Légumineuses
- Dolique mongette (Vigna unguiculata) – Vigna monantha
- Gesse (Lathyrus sativus) – Lathyrus tuberosus
- Haricot (Phaseolus vulgaris) – Phaseolus coccineus
- Haricot azuki (Vigna angularis var. angularis) – Vigna umbellata
- Haricot de Lima (Phaseolus lunatus) – Phaseolus augusti
- Haricot mungo (Vigna radiata var. radiata) – Vigna stipulacea
- Haricot urd (Vigna mungo var. mungo) – Vigna grandiflora
- Fève (Vicia faba) – Vicia johannis
- Lentille (Lens culinaris) – Lens ervoides
- Luzerne (Medicago sativa)
- Pois bambara (Vigna subterranea) – Vigna hosei
- Pois d'Angole (Cajanus cajan) – Cajanus albicans
- Pois chiche (Cicer arietinum) -
- Pois cultivé (Pisum sativum) – Pisum fulvum
- Vesce (Vicia sativa) – Vicia barbazitae

### Tubercules
- Manioc (Manihot esculenta subsp. esculenta) – Manihot walkerae
- Patate douce (Ipomoea batatas) – Ipomoea triloba
- Pomme de terre (Solanum tuberosum) – Solanum chacoense